# Йотене
Йотене (на шведски: Götene) е град в югозападната част на Швеция, лен Вестра Йоталанд. Главен административен център на едноименната община Йотене. Намира се на около 270 km на югозапад от столицата Стокхолм и на около 180 km на североизток от центъра на лена Гьотеборг. Има жп гара. Населението на града е 4933 жители според данни от преброяването през 2010 г.